# یواس‌اس والریا (ای‌کی‌ای-۴۸)
یواس‌اس والریا (ای‌کی‌ای-۴۸) (به انگلیسی: USS Valeria (AKA-48)) یک کشتی بود که طول آن ۴۲۶ فوت (۱۳۰ متر) بود. این کشتی در سال ۱۹۴۵ ساخته شد.